# Golfo de José Bonaparte
El golfo de José Bonaparte (14°06′S 128°50′E / -14.100, 128.833) es una gran masa de agua frente a la costa del Territorio del Norte, Australia Occidental y parte del mar de Timor. Fue nombrado en honor a José Bonaparte, hermano de Napoleón, rey de Nápoles (1806-1808) y luego de España (1808-1813) por el explorador y naturalista francés Nicolas Baudin en 1803. A menudo también se lo conoce en Australia como el "golfo de Bonaparte".

## Descripción
El río Keep y el río Victoria desembocan en el golfo en el Territorio del Norte, el primero cerca de la frontera con Australia Occidental.
El río Ord, el río Pentecostés, el río Durack, el río King y el río Forrest desembocan en el golfo de Cambridge, otro abismo en la parte sur del golfo de José Bonaparte.
El área importante para aves de Laguna (bahía de José Bonaparte) se encuentra en el extremo sureste del golfo. La cuenca de Bonaparte es una gran cuenca sedimentaria que se encuentra debajo del golfo y una gran parte del mar de Timor, deriva su nombre del golfo de José Bonaparte, que tiene varios campos petrolíferos productores y potenciales.
Los aborígenes locales de las áreas alrededor del golfo son los Hombres Heyangal.